# 東京歯科衛生専門学校
東京歯科衛生専門学校（とうきょうしかえいせいせんもんがっこう）は、東京都北区滝野川にある私立専修学校。歯科衛生士の養成を目的とする。1924年に創立された学校法人桜丘を母体に、歯科衛生士教育機関として1983年に開校。四半世紀に亘り、多くの人材を社会に送り出してきた。2019年4月1日より学校法人神奈川歯科大学が運営。略称、TDH。

## 建学の精神
全てのものに対する慈しみの心と生命を大切にする「愛の精神」の実践即ち生命に対する畏敬の念

## 学科
- 歯科衛生士科（昼間3年制、男女）

## 神奈川歯科大学「東京未来化構想」
将来、複数の東京サテライトクリニックを実習の場にして専門性の高い歯科衛生士を育成する構想を発表している。
現在、神奈川歯科大学は付属病院の他に、附属横浜クリニックを開設している。

## 交通アクセス
- 都営三田線西巣鴨駅から徒歩６分
- JR 王子駅から徒歩12分
- 東京メトロ南北線 王子駅から徒歩12分